# 에이촌
에이촌(栄村)은 아키타현 히라카군에 있던 촌이다. 현재의 요코테시 중심부에 남쪽으로 접한 지역에 해당한다. 

## 역사
- 1889년 4월 1일 - 정촌제 시행에 의해 6촌의 구역으로 구성하여 성립하였다.
- 1951년 4월 1일 - 요코테시에 편입되어, 동일 에이촌은 폐지되었다. 요코테정은 시로 승격해 요코테시가 되었다.

## 교통

### 철도
- 일본국유철도
  - 오우 본선

### 도로
- 오슈가도 (현:국도 13호선)